# Плаошнишка трикорабна базилика
Плаошнишката трикорабна базилика (на македонска литературна норма: Плаошничка трибродна базилика) е раннохристиянска православна базилика, открита под средновековната църква „Свети Климент и Пантелеймон“ на хълма Плаошник в град Охрид, югозападната част на Северна Македония.
Останките от апсидата на централния кораб са открити още в 1964 година при археологически разкопки, ръководени от Димче Коцо. При археологическите разкопки, които продължават в същия район през 1999 година под ръководството на Владо Маленко, базиликата е разкрита цялостно: наос, нартекс, диаконикон, баптистерий и атриум, прикрепен към северния кораб. Останки от мозаечни подове са открити в северния и южния кораб, баптистерия с басейн, диаконикона и нартекса. Подовата мозайка в диаконикона и нартекса има обща площ от 158 m2 и е изпълнена в опус тесалатум.
Подовата мозайка в диаконикона е от две части: едната в апсидалното пространство от северната страна, а на юг има правоъгълно поле. Декорацията в апсидалното пространство съдържа евхаристична сцена, заобиколена от меандров бордюр, формиращ отделни правоъгълни полета с животински и флорални изображения. Около този бордюр до стената върви още един бордюр с черно-бели триъгълници. При евхаристичната сцена има надпис. В централната позиция на правоъгълното поле на диаконикона има надпис в кръгло поле, около което е оформена розетка от черно-бели триъгълници. Всичко това е рамкирано в кръгъл бордюр с цветовете на дъгата. Останалата част от подовата мозайка в диаконикона е изпълнена с украса от гънки, които образуват кръгли полета с разнообразни флорални и пасторални декорации. Покрай самата стена има бордюр с плетеници.
Подовата мозайка в нартекса може да бъде разделена на четири индивидуално декорирани полета. Първото поле на север е украсено с мотив от рибни люспи. Второто поле има меандриращ бордюр, който рамкира правоъгълно поле, изпълнено с правилни ромбове, съдържащи флорална украса. Третото поле има геометрична украса, около която има бордюр плетеница. Четвъртото и най-повредено поле е образувано от рибни люспи, както и ретуш с употреба на опус сектиле.
Монументалният баптистерий (кръщелня), открит при археологическите разкопки в 2002 година, е с правоъгълна форма с кръгъл басейн и със запазени мозаечни подове с красиви изображения на символичен раннохристиянски космогониум - геометрична и зооморфна орнаментика и бордюри с кръстове и свастики.